# Genista
Genista es un género de plantas con noventa especies de arbustos de la subfamilia Faboideae, dentro de la familia Fabaceae. Incluye  especies con tallos densos y verdes, hojas muy pequeñas, adaptados a la sequía, la mayoría con flores blancas o amarillas, pero también de color anaranjado, rosado, rojo o púrpura. Popularmente se conoce a algunas de sus especies como hiniesta o retama de tintoreros (Genista tinctoria).
Toleran los suelos pobres y necesitan pocos cuidados para su cultivo, se utilizan en la recuperación de tierras baldías, fijación de dunas o como planta ornamental.
Son nativos de Europa, Oriente Medio y norte de África.

## Descripción
Genista es el nombre común con  el cual se conoce a un género de plantas que comprende especies abundantes en Europa y, en especial, en la región mediterránea. Este género comprende unas 150 especies de arbustos o matas espinosos o inermes, más raramente herbáceas o sufruticosas (como la hierba de los tintoreros). Las ramillas son lisas o estriadas y suelen tener las hojas simples o trifoliadas, que algunas especies pierden rápidamente, o incluso no tienen hojas aparentes. Las flores son amariposadas o papilionadas, compuestas por cinco pétalos amarillos y diez estambres soldados entre sí por sus filamentos, o al menos nueve de ellos, formando una especie de tubo en torno al pistilo. Los frutos son pequeñas legumbres (véase Leguminosas) comprimidas lateralmente, dehiscentes y generalmente con varias semillas; en raras ocasiones con una única semilla. La península ibérica es la zona donde más diversificado está este género: desde grandes arbustos de hasta 3 m, como la retama blanca; matas de hasta 1,5 m, como la bolina o palaín; y pequeñas matas de porte rastrero típicas de la alta montaña, como la genista de Sanabria.
Las genistas tienen numerosos usos. Algunas especies se utilizan para obtener tintes, como los que se extraen de las flores de la aulaga o de las raíces de la hierba de los tintoreros. Hay genistas que se usan como combustible en los hornos de yeso y cal y otras para formar setos.

## Clasificación científica
Las genistas constituyen el género Genista que pertenece a la familia de las Fabáceas (Fabaceae). El nombre científico de la hierba de los tintoreros es Genista tinctorea; el de la retama blanca: Genista florida; el de la bolina: Genista spartioides; el de la genista de Sanabria: Genista sanabrensis, endemismo de la sierra Segundera (Zamora–Orense–León) y de la Sierra del Teleno (León); y el de la aulaga: Genista scorpius.
Etimología
Genista: nombre genérico que proviene del latín en la que los reyes y reinas Plantagenet de Inglaterra tomaron su nombre, planta Genesta o plante genest, en alusión a una historia que, cuando Guillermo el Conquistador se embarcó rumbo a Inglaterra, arrancó una planta que se mantenía firme, tenazmente, a una roca y la metió en su casco como símbolo de que él también sería tenaz en su arriesgada tarea. La planta fue la  llamada planta genista en latín. Esta es una buena historia, pero por desgracia Guillermo el Conquistador llegó mucho antes de los Plantagenet y en realidad fue Godofredo de Anjou que fue apodado el Plantagenet, porque llevaba un ramito de flores amarillas de retama en su casco como una insignia (genêt es el nombre francés del arbusto de retama), y fue su hijo, Enrique II, el que se convirtió en el primer rey Plantagenet. Otras explicaciones históricas son que Godofredo plantó este arbusto como una cubierta de caza o que él la usaba para azotarse a sí mismo. No fue hasta que Ricardo de York, el padre de los dos reyes Eduardo IV y Ricardo III, cuando los miembros de esta familia adoptaron el nombre de Plantagenet, y luego se aplicó retroactivamente a los descendientes de Godofredo I de Anjou como el nombre dinástico.

## Especies
- Genista aetnensis DC.
- Genista albida Willd.
- Genista anatolica Boiss.
- Genista andicola Gill. ex Hook. & Arn.
- Genista anglica L.
- Genista aristata C.Presl
- Genista artwinensis Schischk.
- Genista aspalathoides Lam. - leño aspalato de Berbería[4]
- Genista baetica Spach
- Genista benehoavensis Bolle ex Svent.
- Genista berberidea Lange
- Genista canariensis
- Genista carinalis
- Genista carpetana
- Genista cinerascens
- Genista cinerea (Vill.) DC.
- Genista corsica
- Genista cupanii
- Genista demnatensis Cosson, Endémica de Marruecos
- Genista dorycnifolia Font Quer
- Genista ephedroides
- Genista erioclada Spach
- Genista falcata
- Genista fasselata
- Genista ferox Poir.
- Genista florida L.
- Genista germanica
- Genista haenseleri
- Genista halacsyi Heldr.
- Genista hassertiana
- Genista hirsuta Vahl
- Genista hispanica
- Genista holopetala
- Genista hystrix
- Genista ifniensis Caball.
- Genista januensis
- Genista jimenezii (Pau)
- Genista juncea
- Genista legionensis (Pau) Laínz
- Genista linifolia
- Genista longipes
- Genista lobelii DC.
- Genista lucida
- Genista lydia
- Genista melia Boiss.
- Genista micrantha
- Genista millii Heldr. ex Boiss.
- Genista monspessulana (L.) O.Bolòs & Vigo
- Genista nissana
- Genista occidentalis (Rouy) Coste
- Genista parnassica
- Genista pilosa
- Genista polianthos Willk.
- Genista pumila (Debeaux ex Hervier) Vierh.
- Genista ramosissima (Desf.) Poir.
- Genista retamoides Spach
- Genista sagittalis
- Genista saharae Coss. & Dur.
- Genista sakellariadis Boiss. & Orph.
- Genista sanabrensis
- Genista scorpia St.-Lag.
- Genista scorpius (L.) DC. sensu lato
- Genista subcapitata Pančić & Nyman
- Genista sylvestris
- Genista tenella Willk.
- Genista tenera (Jacq. ex Murray) Kuntze
- Genista teretifolia Willk.
- Genista tinctoria
- Genista tournefortii
- Genista triacanthos Brot.
- Genista tricuspidata Desf.
- Genista tridens (Cav.) DC.
- Genista tridentata
- Genista umbellata Salzm. ex DC.
- Cultivares:
  - Genista 'Porlock'[5]